# Liste de peintures de Claude François (peintre)
Cette page dresse une liste des peintures de Claude François, peintre français du XVIIe siècle, également connu sous le nom de Frère Luc.

## Liste
| Image | Titre                                                                   | Technique                            | Date           | Commentaire | Lieu de conservation                                            | Référence |
| ----- | ----------------------------------------------------------------------- | ------------------------------------ | -------------- | ----------- | --------------------------------------------------------------- | --------- |
|       |                                                                         |                                      |                |             |                                                                 |           |
|       | Saint Michel terrassant le démon                                        | Huile sur toile                      | 1645 ?         |             | Ailly-le-Haut-Clocher, église Notre-Dame-de-l'Assomption        |           |
|       | La Vierge à l'Enfant avec sainte Marguerite                             | Huile sur toile                      | 1646 ?         |             | Trie-Château, église Sainte-Madeleine                           |           |
|       | Le Repos pendant la fuite en Egypte                                     | Huile sur toile 200 x 145 cm         | 1647           |             | La Chapelle-la-Reine, église Sainte-Geneviève                   |           |
|       | Sainte Valérie portant sa tête à saint Martial                          | Huile sur toile 332 x 257 cm         | vers 1649-1660 |             | Limoges, cathédrale Saint-Étienne                               |           |
|       | Ex-Voto à Notre-Dame-de-Foy                                             | Huile sur toile 262 x 168 cm         | 1650           |             | Neuville-lès-Lœuilly, église Saint-Martin                       |           |
|       | Saint Bonaventure                                                       | Huile sur bois 70 x 77 cm            | vers 1655      |             | Ottawa, National Gallery of Canada                              |           |
|       | La Sainte Famille                                                       | Huile sur toile                      | vers 1655-1665 |             | Sivry-Courtry, église Saint-Germain                             |           |
|       | Saint Antoine de Padoue et l'Enfant Jésus                               | Huile sur bois 19,4 x 15,6 cm        | avant 1660     |             | Collection particulière                                         |           |
|       | Le Christ donne à saint François l'indulgence de la Portioncule         | Huile sur toile                      | vers 1660      |             | Rouen, église Saint-Ouen                                        |           |
|       | Achille et Ulysse quittant l'île de Scyros                              | Huile sur toile 88,4 x 111,2 cm      | avant 1661     |             | Fécamp, musée des Pêcheries                                     |           |
|       | La lamentation sur le Christ mort                                       | Huile sur toile 402 x 256 cm         | vers 1660-1670 |             | Paris, église Saint-Nicolas-du-Chardonnet                       |           |
|       | La Communion de sainte Claire                                           | Huile sur toile 260 x 190 cm         | vers 1665      |             | Saint-Hyacinthe, église de la Présentation-de-la-Sainte-Vierge  |           |
|       | La Vierge à l'Enfant                                                    | Huile sur cuivre 28 x 22 cm          | avant 1666     |             | Collection particulière                                         |           |
|       | Puy d'Amiens : Croix, aimable à Jésus quoiqu'ignominieuse               | Huile sur toile 210 x 120,5 cm       | 1666           |             | Amiens, musée de Picardie                                       |           |
|       | Saint Louis portant la couronne d'épines                                | Huile sur toile 75 x 64 cm           | vers 1668-1670 |             | Albi, musée Toulouse-Lautrec                                    |           |
|       | Saint François d'Assise : la vision de la fiole d'eau transparente      | Huile sur toile 180 x 132 cm         | Avant 1670     |             | Orléans, musée des Beaux-Arts                                   |           |
|       | L'Adoration des mages                                                   | Huile sur toile 410 x 320 cm         | 1670           |             | Guerville, église Saint-Martin                                  |           |
|       | Saint Pierre d'Alcantara                                                | Huile sur toile 235 x 183 cm         | 1670           |             | Paris, église Notre-Dame-de-Bonne-Nouvelle                      |           |
|       | L'Enfant Jésus adoré par les anges                                      | Huile sur toile 360 x 255 cm         | vers 1670      |             | La Rochelle, église Saint-Sauveur                               |           |
|       | Portrait de Jean Talon                                                  | Huile sur toile 72,7 x 59,3 cm       | vers 1670      |             | Québec, Hôtel-Dieu                                              |           |
|       | La Sainte Famille                                                       | Huile sur toile 200 x 160 cm         | vers 1670      |             | Sainte-Famille-de-l'Île-d'Orléans, église de la Sainte-Famille  |           |
|       | Jésus adolescent                                                        | Huile sur toile 64 x 48 cm           | vers 1670      |             | Québec, église Saint-Joachim                                    |           |
|       | La Vierge de douleur                                                    | Huile sur toile                      | vers 1670      |             | Québec, église Saint-Joachim                                    |           |
|       | Une hospitalière soignant Notre Seigneur dans la personne d'un malade   | Huile sur toile 99,6 x 140,3 cm      | vers 1670      |             | Québec, Hôtel-Dieu                                              |           |
|       | Ecce Homo                                                               | Huile sur toile 58 x 54 cm           | vers 1670      |             | Québec, Hôtel-Dieu                                              |           |
|       | L'Assomption de la Vierge                                               | Huile sur toile                      | vers 1670      |             | Québec, musée du Québec                                         |           |
|       | Portrait de Monseigneur de Laval                                        | Huile sur toile                      | vers 1670      |             | Québec, musée du Séminaire                                      |           |
|       | La Sainte Famille à la Huronne                                          | Huile sur toile 122 x 107 cm         | vers 1670      |             | Québec, chapelle du monastère des Ursulines                     |           |
|       | Saint Joachim et la Vierge                                              | Huile sur toile                      | vers 1670      |             | Sainte-Anne-de-Beaupré, église Sainte-Anne                      |           |
|       | La Vierge à l'Enfant                                                    | Huile sur toile                      | vers 1670      |             | Sainte-Anne-de-Beaupré, église Sainte-Anne                      |           |
|       | L'Ange Gardien                                                          | Huile sur toile 248 x 159,5 cm       | 1671           |             | Québec, musée du Québec                                         |           |
|       | L'Assomption de la Vierge                                               | Huile sur toile 238 x 181 cm         | 1671           |             | Québec, chapelle de l'hôpital général                           |           |
|       | Portrait de Charles Poulet                                              | Huile sur toile 162 x 120 cm         | 1672           |             | Sézanne, chapelle de l'hôpital                                  |           |
|       | Le Christ mort                                                          | Huile sur toile 68 x 54 cm           | vers 1672      |             | Sézanne, chapelle de l'hôpital                                  |           |
|       | Saint François quitte la maison de son père                             | Huile sur toile 245 x 170 cm         | vers 1672-1675 |             | Sézanne, chapelle de l'hôpital                                  |           |
|       | Saint François recevant les stigmates                                   | Huile sur toile 245 x 170 cm         | vers 1672-1675 |             | Sézanne, chapelle de l'hôpital                                  |           |
|       | Le Christ dicte la règle à saint François                               | Huile sur toile 245 x 170 cm         | vers 1672-1675 |             | Sézanne, chapelle de l'hôpital                                  |           |
|       | La Vision de saint François                                             | Huile sur toile 215 x 170 cm         | vers 1672-1675 |             | Sézanne, chapelle de l'hôpital                                  |           |
|       | Nicolas V découvrant le tombeau de saint François                       | Huile sur toile 220 x 150 cm         | vers 1672-1675 |             | Sézanne, chapelle de l'hôpital                                  |           |
|       | La Trinité                                                              | Huile sur toile 170 x 250 cm         | vers 1672-1675 |             | Sézanne, chapelle de l'hôpital                                  |           |
|       | La Pentecôte                                                            | Huile sur toile 320 x 250 cm         | vers 1672-1675 |             | Sézanne, chapelle de l'hôpital                                  |           |
|       | La Descente de croix ou La Piétà aux anges                              | Huile sur toile 250 x 175 cm         | vers 1672-1675 |             | Sézanne, chapelle de l'hôpital                                  |           |
|       | Ex-Voto à la Vierge                                                     | Huile sur toile 234 x 160 cm         | vers 1675      |             | Saint-Philippe (Québec), église Saint-Philippe                  |           |
|       | Saint François quitte la maison de son père                             | Huile sur toile 251 x 168 cm         | vers 1679      |             | Paris, église Saint-Jean-Saint-François                         |           |
|       | Le Christ dicte la règle à saint François                               | Huile sur toile 221 x 151 cm         | vers 1679      |             | Saint-Antoine-de-Tilly (Québec), église Saint-Antoine-de-Padoue |           |
|       | Le Christ donne à saint François l'indulgence de la portioncule         | Huile sur toile 254,5 x 176,5 cm     | 1679           |             | Paris, église Saint-Jean-Saint-François                         |           |
|       | La mort de saint François                                               | Huile sur toile 251 x 178 cm         | 1679           |             | Paris, église Saint-Jean-Saint-François                         |           |
|       | Le pape Nicolas V découvre le tombeau de saint François                 | Huile sur toile 246 x 173 cm         | vers 1679      |             | Paris, église Saint-Jean-Saint-François                         |           |
|       | Notre Dame du Rosaire                                                   | Huile sur toile 275 x 170 cm         | 1680           |             | Paris, chapelle Saint-Louis de l'hôpital de la Salpêtrière      |           |
|       | La dernière communion de saint François                                 | Huile sur toile 191 x 148 cm         | vers 1680      |             | Paris, dépôt des œuvres d'art de la ville de Paris              |           |
|       | L'Apothéose de sainte Marguerite                                        | Huile sur toile 220 x 156 cm         |                |             | Paris, chapelle de l'hôpital Laënnec                            |           |
|       | La montée au Calvaire                                                   | Huile sur toile                      |                |             | Châlons-en-Champagne, église Notre-Dame-en-Vaux                 |           |
|       | Saint François diacre                                                   |                                      |                |             | Châlons-en-Champagne, église Notre-Dame-en-Vaux                 |           |
|       | Saint Memmius, évêque de Châlons                                        |                                      |                |             | Châlons-en-Champagne, église Notre-Dame-en-Vaux                 |           |
|       | Deux anges                                                              |                                      |                |             | Châlons-en-Champagne, musée municipal                           |           |
|       | Dieu le père entouré d'anges                                            |                                      |                |             | Châlons-en-Champagne, musée municipal                           |           |
|       | Saint Elzéar et sainte Dauphins admis au Tiers Ordre par saint François | Huile sur toile 187 x 136 cm         |                |             | Châlons-en-Champagne, musée municipal                           |           |
|       | La Naissance de la Vierge                                               | Huile sur toile 130 x 163 cm         |                |             | Localisation actuelle inconnue                                  |           |
|       | Ecce Homo                                                               | Huile sur toile 72 x 59 cm           |                |             | Paris, église Saint-Jean-Saint-François                         |           |
|       | La Vierge de douleur                                                    | Huile sur toile 72 x 59 cm           |                |             | Paris, église Saint-Jean-Saint-François                         |           |
|       | Sainte Catherine de Sienne                                              | Huile sur toile 66 x 45 cm           |                |             | Collection particulière                                         |           |
|       | La Communion miraculeuse de saint Bonaventure                           | Huile sur toile                      |                |             | Amiens, cathédrale                                              |           |
|       | La Stigmatisation de saint François                                     | Huile sur toile                      |                |             | Bordeaux, église Sainte-Croix                                   |           |
|       | Miracle de saint Blaise et saint Loup                                   | Huile sur toile                      |                |             | Chaumes-en-Brie, église Saint-Pierre                            |           |
|       | L'Assomption de la Vierge ou Le Triomphe du Christ                      | Huile sur toile                      |                |             | Cholet, musée d'Art et d'Histoire                               |           |
|       | L'Assomption de la Vierge ou Le Triomphe du Christ                      | Huile sur toile                      |                |             | Ailly-le-Haut-Clocher, église Notre-Dame-de-l'Assomption        |           |
|       | La Nativité                                                             | Huile sur toile 314 x 224 cm         |                |             | Lesneven, église Saint-Michel                                   |           |
|       | Saint François au crucifix                                              | Huile sur toile                      |                |             | Meaux, musée Bossuet                                            |           |
|       | Saint François au crucifix                                              | Huile sur toile                      |                |             | Épinal, musée départemental d'art ancien et contemporain        |           |
|       | Saint François au crucifix                                              | Huile sur toile                      |                |             | Blois, musée des Beaux-Arts                                     |           |
|       | La Mise au tombeau                                                      | Huile sur toile 374 x 271,5 cm       |                |             | Montereau-Fault-Yonne, église Notre-Dame-et-Saint-Loup          |           |
|       | Saint François au crucifix                                              | Huile sur toile 72 x 60 cm           |                |             | Saint-Germain-en-Laye, musée Ducastel-Véra                      |           |
|       | La Vierge de douleur                                                    | Huile sur toile 60 x 50 cm           |                |             | Tours, musée des Beaux-Arts                                     |           |
|       | Saint Jean Baptiste au désert                                           | Huile sur toile                      |                |             | Châtillon-Coligny, musée municipal                              |           |
|       | La Vierge embrassant le Christ au roseau                                | Huile sur cuivre 19,6 cm de diamètre |                |             | Montréal, musée des Beaux-Arts                                  |           |
|       | Le Christ mort                                                          | Huile sur toile 64 x 86 cm           |                |             | Montréal, musée des Beaux-Arts                                  |           |
|       | Piétà (esquisse)                                                        | Huile sur toile 36,5 x 28 cm         |                |             | Collection particulière                                         |           |
|       | Piétà                                                                   | Huile sur toile 125 x 90 cm          |                |             | Paris, chapelle de l'Hôpital des Quinze-Vingts                  |           |
|       | Le Christ en croix entre la Vierge et saint François                    | Huile sur toile                      |                |             | Vicence, cathédrale                                             |           |
|       | L'Apothéose de saint Louis                                              | Huile sur toile 285,5 x 217,5 cm     |                |             | Villeneuve-sur-Lot, musée de Gajac                              |           |
|       | La Crucifixion                                                          | Huile sur toile environ 60 x 40 cm   |                |             | Localisation actuelle inconnue                                  |           |
|       | La Madeleine au pied du Christ                                          | Huile sur toile 117 x 80 cm          |                |             | Localisation actuelle inconnue                                  |           |
|       | Dieu le père entouré d'anges                                            | Huile sur toile 188 x 259 cm         |                |             | Collection particulière                                         |           |
|       | Saint Charles Borromée                                                  | Huile sur toile 79 x 64 cm           |                |             | Collection particulière                                         |           |
|       | Saint Guillaume d'Aquitaine                                             | Huile sur cuivre 22,5 x 17,5 cm      |                |             | Collection particulière                                         |           |
|       | Ecce Homo                                                               | Huile sur toile 174 x 170 cm         |                |             | Avernes, église Saint-Lucien                                    |           |
|       | Le Christ au roseau                                                     | Huile sur toile                      |                |             | Amiens, musée de Picardie                                       |           |
|       | Le Couronnement de la Vierge                                            | Huile sur toile                      |                |             | Lyon, basilique Notre-Dame de Fourvière                         |           |